# Siège de Termes
 (janvier 2017).
Croisade des albigeois
Batailles
Chronologie de la croisade des albigeois
- Béziers
- Carcassonne

- Minerve
- Termes
- Lavaur
- Montgey
- 1er Toulouse
- Castelnaudary
- Muret

- Beaucaire
- 2e Toulouse
- Marmande
- Baziège
- 3e Toulouse

- Avignon
- Montségur

Le siège de Termes est une opération militaire de Simon de Montfort au cours de ses campagnes visant à conquérir les vicomtés de Béziers, d'Albi et de Carcassonne au cours de la guerre connue comme la croisade des albigeois.

## Les raisons du siège

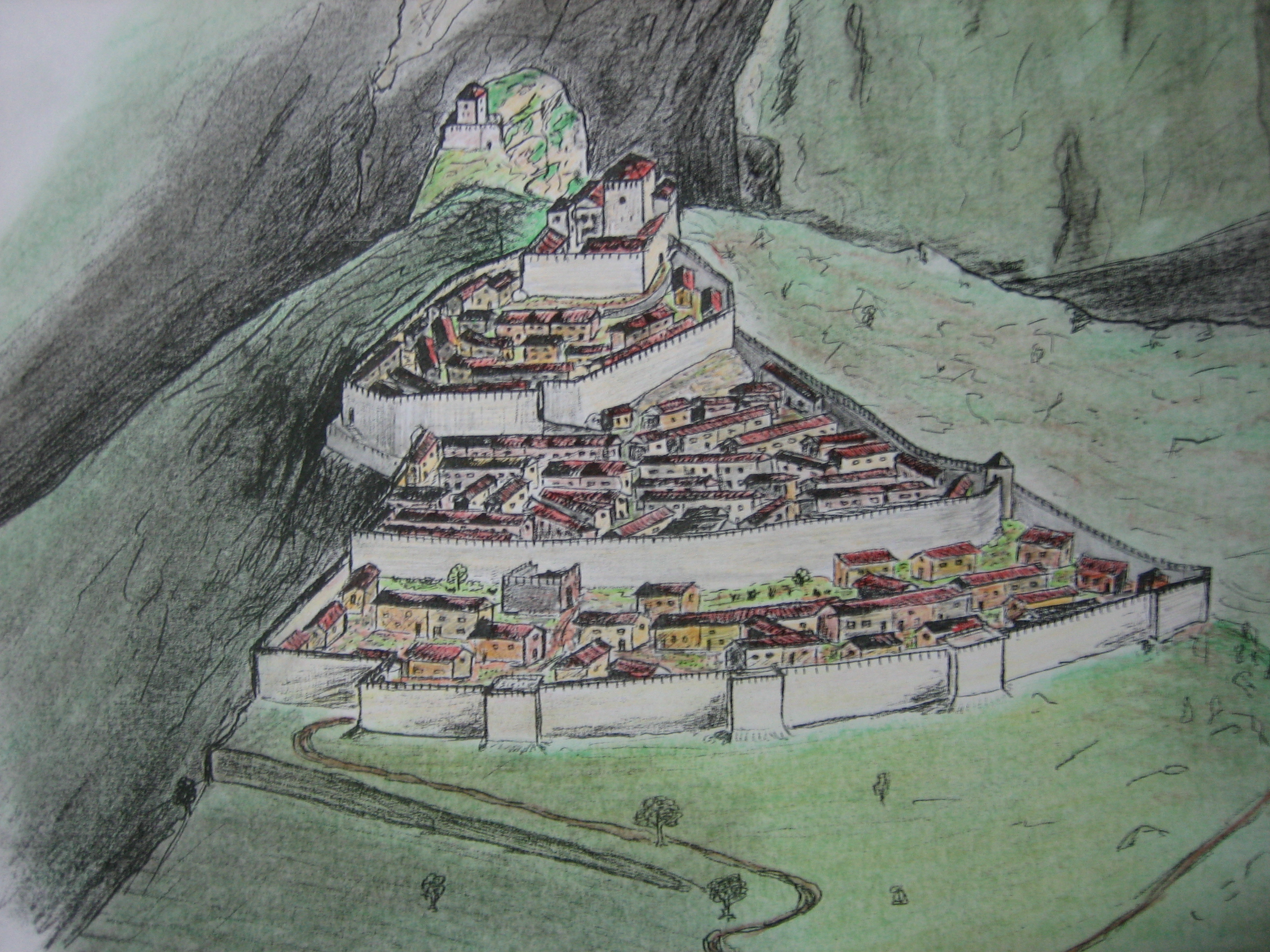
Essai de restitution du site castral de Termes vers 1210 selon une vue aérienne sud. Le village fortifié est dominé par le château des seigneurs de Termes au sommet de la colline, tandis qu'au nord, du côté des gorges, il est possible de voir le fortin du Termenet. Dessin fondé sur des hypothèses que seules des fouilles archéologiques confirmeront ou infirmeront.

Les croisades albigeoises se sont déclenchées au cours de l'été 1209 à l'appel du pape Innocent III et déferlèrent sur la Vicomté de Raimond-Roger Trencavel seul, puisque Raymond VI de Toulouse avait (temporairement) pu protéger ses terres. À l'automne, alors que Béziers, Carcassonne, et globalement la plaine de l'Aude avaient été conquises, et que l'essentiel des troupes croisées repartirent puisque leur quarantaine était faite, un des seigneurs croisés fut investi des droits sur la Vicomté par les barons croisés, et nommé à la tête des troupes chargées de passer l'hiver. Son nom : Simon de Montfort. Il avait ensuite remporté quelques succès, mais qui étaient restés fragiles, car il n’avait pas encore été reconnu comme vicomte par son suzerain, Pierre II, roi d’Aragon et comte de Barcelone. De plus, il ne pouvait pas espérer contrôler ses nouveaux états sans contrôler les trois principales places fortes montagnardes, Minerve, Termes et Cabaret. Les seigneurs de ces places-fortes, tel le vieux Raymond de Termes, ne reconnaissaient pas Simon de Montfort comme leur nouveau suzerain, ce d'autant plus qu'ils étaient de renommés protecteurs de cathares et souhaitaient lutter contre la Croisade. De ce fait, avec l'arrivée de nouveaux contingents de "pèlerins" au printemps, Simon de Montfort avait en 1210 pour objectif de réduire ces îlots de résistance au nord et au sud de Carcassonne. Après une opération mise en échec contre Cabaret au printemps, Simon avait assiégé Minerve, et le 22 juillet 1210, avec l’aide des habitants de Narbonne, pris la cité, dont le seigneur était resté isolé des autres seigneurs Languedociens. Un premier bûcher de 140 cathares y fut alors dressé.
Après cette prise, le seigneur Aimery de Montréal fait sa soumission et livre son château en échange de domaines dans la plaine languedocienne. Simon de Montfort réunit alors son conseil et décide de se tourner contre Termes. Les Narbonnais annoncèrent ne pas participer au siège. La plupart des croisés qui avaient participé au siège de Minerve déclaraient également avoir terminé leur quarantaine et quittaient l’Occitanie pour retourner chez eux. Robert II de Dreux, comte de Dreux, et Guillaume II, comte de Ponthieu, rejoignent alors les croisés à la tête d’importants contingents.

## Le siège

### La préparation

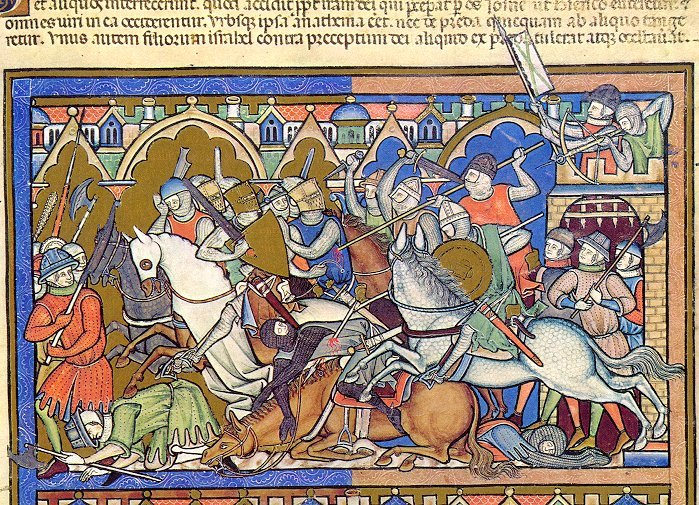
Les israélites sont repoussés d'Aï (fol. 10r) Cette enluminure du milieu du XIIIe siècle, œuvre d'artistes français, donne l'aspect probable des combattants de la Croisade albigeoise.

En 1210, le château de Termes, ou plutôt l'agrégat d'habitats fortifiés qui enserrent le "donjon" seigneurial situé tout au sommet, se trouve sur un piton rocheux entouré d’abîmes profonds formés par la rivière "Le Sou", et le ruisseau de Caulière. Les Gorges du Termenet défendent naturellement le site au nord, et là, à l'extrémité de la crête qui descend du château, se dresse une petite fortification, nommée le Termenet. Raimond de Termes semble bien préparé au siège puisque les moissons ont pu être faites, des mercenaires et spécialistes de la guerre ont été recrutés, tandis que la présence de nombreux cathares n'est pas attestée au cours du siège. Le bûcher de Minerve vient alors de se produire et il est permis de penser que si des cathares étaient présents, ils ont pu être évacués au préalable pour le plus grand nombre. Simon de Montfort arrive au pied du château le premier août et installe son camp face à l'accès sud des fortifications et surtout à l'Est, sur l'emplacement actuel du village, sur les rares terrains plats, près de l'eau.
Contre les actions de Simon de Montfort, les seigneurs de Termes et de Cabaret s’étaient toujours soutenus mutuellement, contrairement au seigneur de Minerve. Les premiers contingents accompagnant Simon de Montfort sont certes déjà à Termes, mais d'autres doivent escorter Guillaume de Contres et les engins de siège qu'il faut convoyer depuis Carcassonne. Pierre Roger de Cabaret, prévenu par ses espions, attaque les engins stationnés sous la cité de Carcassonne mal gardés, surprend les sentinelles et commence la destruction des machines. Prévenu, Guillaume de Contres accourt avec quelques chevaliers engage un âpre combat contre Pierre Roger, puis le met en fuite. Les machines, qui ne sont qu’endommagées sont réparées et le convoi part, cette fois sous bonne garde, avec un contingent de croisés bretons venant d’arriver.

### Le déroulement

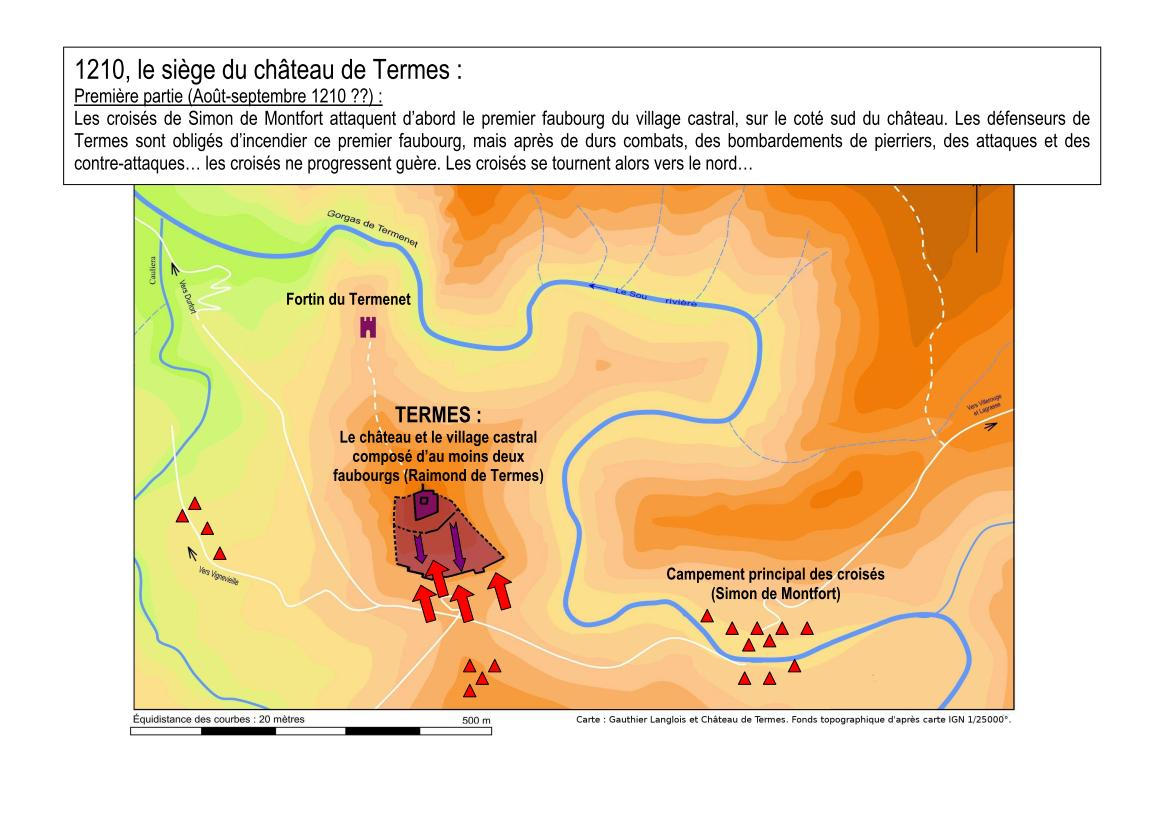
Le début du siège de Termes en 1210.

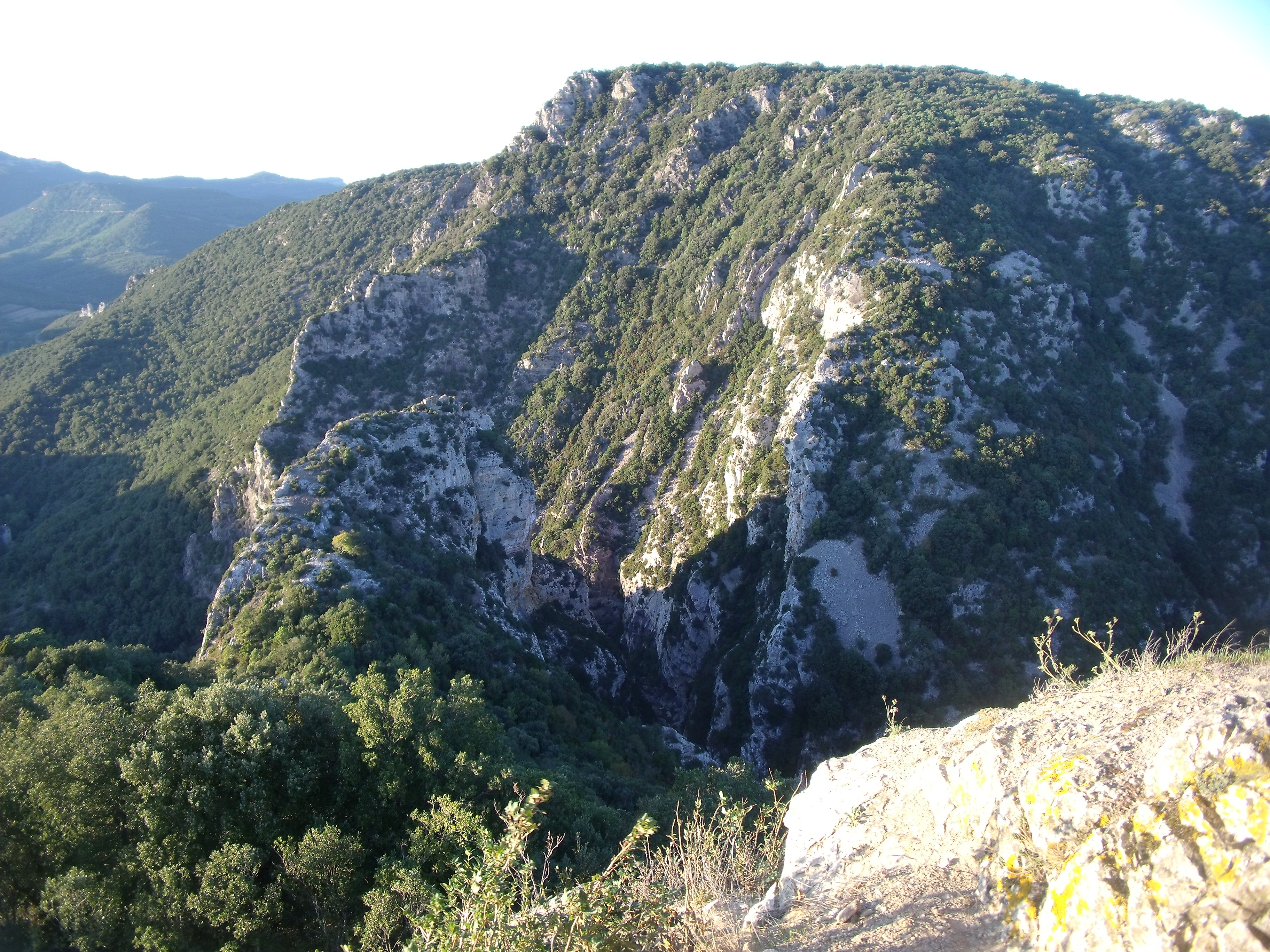
Les gorges du Termenet, avec le rocher du même nom au centre, à gauche (avant la faille des gorges), vus depuis le château de Termes. Ces lieux ont vu certains des combats du siège de 1210 se dérouler.

Simon de Montfort choisit d'attaquer Termes par le côté le plus évident, au sud. C'est le côté le moins pentu, mais plusieurs niveaux de défense sont présents puisque le chroniqueur Pierre des Vaux de Cernay fait mention de deux faubourgs fortifiés dominés tout en haut par le donjon seigneurial. Les travaux de sape et la mise en action des engins de siège croisés affaiblissent le premier rempart jusqu'à créer une brèche. L'assaut est alors donné, mais les défenseurs de Termes choisissent d'incendier ce premier faubourg et de se retirer plus haut, derrière la défense du second faubourg. Le feu éteint, quand les croisés investissent les lieux, ils subissent une contre-attaque qui les rejette. Les combats vont se poursuivre sur ce côté, mais sans avancées stratégiques pour les croisés : toute portion de rempart affaiblie étant rapidement consolidée par les méridionaux.

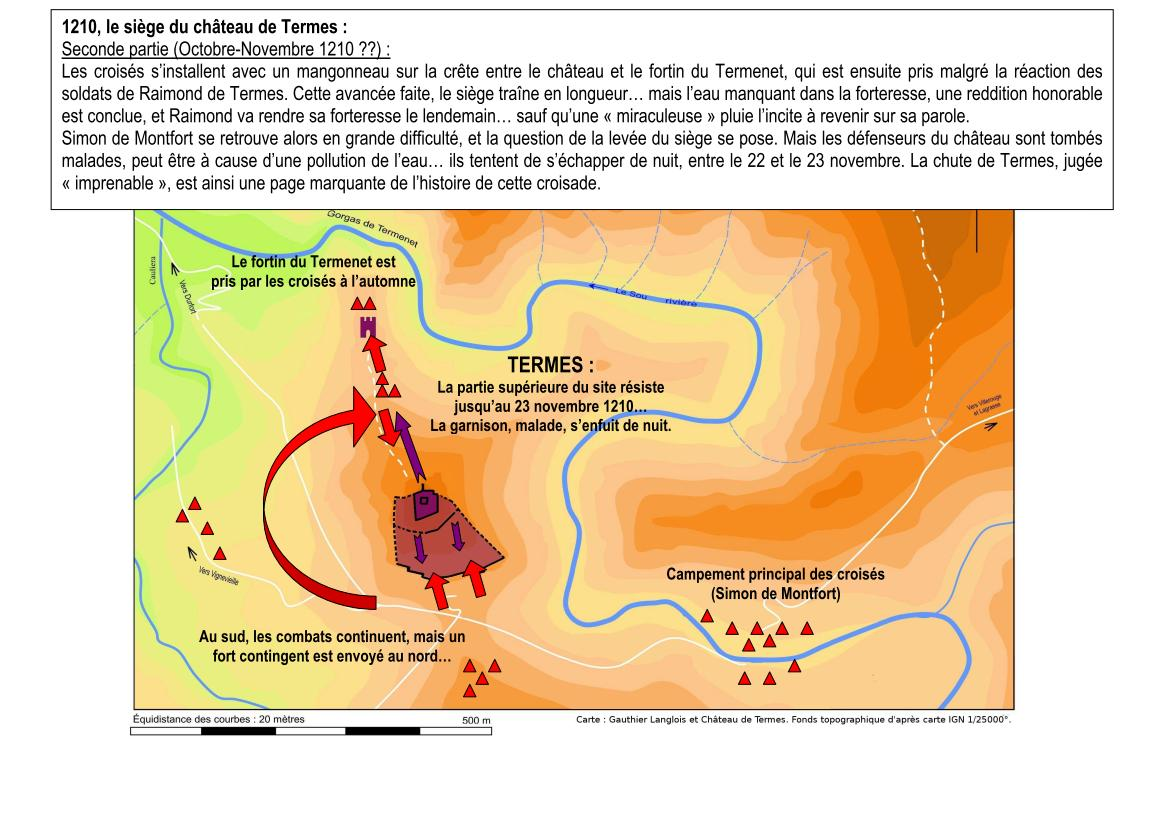
Suite et fin du siège de Termes en 1210.

Devant cette résistance sur le front sud, Simon de Montfort va chercher à mieux investir la forteresse, et chercher à bloquer le site au mieux, afin d'éviter tous ravitaillements, notamment en eau. Cela l'incite à s'intéresser au front nord, du côté des gorges et du fortin du Termenet. Pour ce faire, il envoie 300 hommes et 5 chevaliers sur la crête entre le château et le fortin du Termenet. Ces hommes protègent un mangonneau qui est installé avec beaucoup de difficultés. Une fois fonctionnelle, cette machine bombarde le Termenet, et obtient la fuite des défenseurs. Le mangonneau peut ensuite être retourné, et rapproché du château afin de l'attaquer directement. Les méridionaux font alors une sortie afin d'incendier le mangonneau. Ces 80 hommes mettent apparemment les 300 croisés en fuite, sauf le chevalier Guillaume de L'Ecureuil, qui, « miraculeusement », met en échec la sortie des assiégés. L'étau croisé se resserre donc autour de la forteresse, et, l'accès à l'eau des sources dans les gorges du Termenet étant entièrement bloqué, la garnison ne dispose plus que de l'eau des citernes et de l'eau des pluies, parfois rares en zone méditerranéenne.
En l'absence d'autres réels progrès pour les croisés, le siège s'éternise. Simon de Montfort doit faire face à des départs puisque bon nombre de croisés ont effectué leur quarantaine. De plus, Pierre Roger de Cabaret harcèle les renforts et les convois d’approvisionnement destinés au camp croisé, si bien que les vivres commencent à manquer aux assiégeants.

### Négociations
À cause de ce manque d’eau, Raimond de Termes doit se résoudre à entamer des négociations. Simon de Montfort, lui-même en difficulté comme nous l'avons vu, cherche également à se dégager de cette situation. Raimond de Termes propose de livrer son château, pourvu qu'il puisse garder le reste de sa terre, et que le château de Termes lui soit restitué le jour de Pâques de l’année suivante. Cette proposition relativement avantageuse pour les défenseurs est encore en discussion quand les contingents des comtes de Dreux, de Ponthieu, de l’archevêque de Bordeaux et des évêques de Beauvais et de Chartres commencent à plier bagage, ayant terminé leur quarantaine. Simon voyant son armée fondre avant la reddition effective, les supplie de rester quelques jours supplémentaires, mais seul Renaud de Bar, évêque de Chartres accepte de rester. Au vu de la situation, Simon de Montfort se résout à devoir accepter les conditions proposées par Raimond de Termes. Simon essaye d'obtenir une reddition à effet immédiat, mais Raimond lui promet de rendre le château le lendemain matin. La nuit qui suit, un orage éclate et remplit les citernes du château.

### La fin du siège
Le lendemain, quand Guy Ier de Lévis se présente pour prendre possession du château, Raimond de Termes refuse de se rendre. L’évêque de Chartres, pressé de partir, suggère alors à Simon d’accepter n'importe quelles conditions, pourvu que Raimond de Termes rende au moins provisoirement son château. Il propose pour arriver à cette fin, d’envoyer en délégation l’évêque de Carcassonne, un méridional dont la mère était cathare et le frère, Guilhem de Roquefort, parmi les défenseurs du château, mais Raimond refusa de céder.
Après le départ des Chartrains, Simon reste seul avec ses troupes, dont le moral est bas, et soumis au mauvais temps qui commence à se déchaîner. Mais il s’obstine, aidé par le renfort d'un contingent de croisés de Lorraine, et comme la prise d’assaut s’avère impossible avec ses maigres effectifs, le bombardement continue, démantelant les fortifications. Les assiégeants s’aperçoivent que les assiégés mettent moins d'ardeur à colmater les brèches, et Simon fait construire une chatte pour saper le rempart.
À l’intérieur du château, au fond des citernes, l’eau du fait de sa rareté était devenue putride. L’orage survenu au moment de la reddition les avait certes remplies, mais l’eau était devenue insalubre, et la mollesse que les soldats de Montfort constataient parmi les défenseurs du château était due à la dysenterie en train de décimer la garnison. Voyant que tout était perdu, Raimond de Termes décide de faire évacuer le château de nuit, mais l’alerte et donnée et les fuyards sont poursuivis. Le seigneur est capturé, et le château est pris sans autre problème.

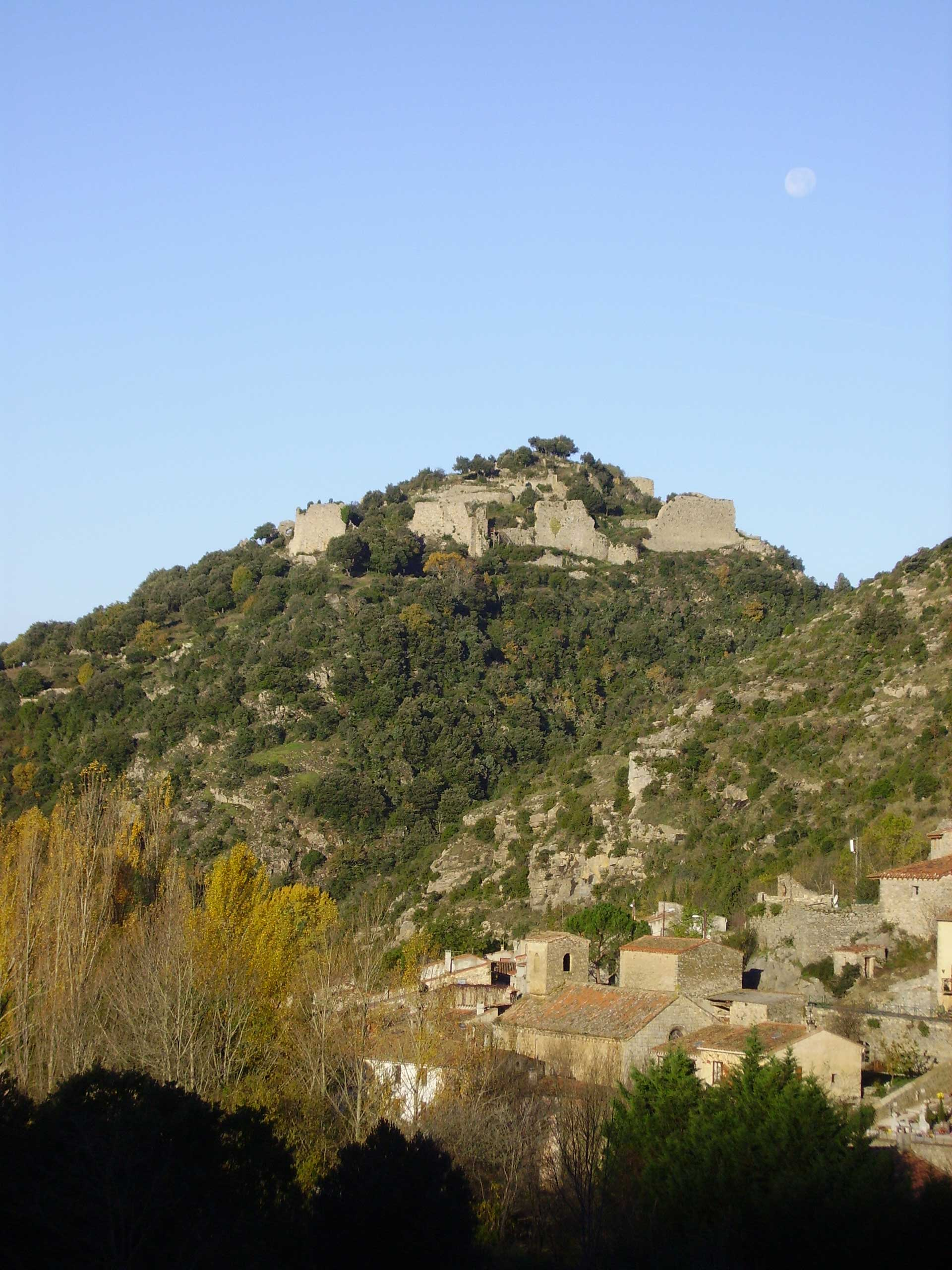
Les vestiges du château de Termes dominant le village actuel. Le village actuel occupe l'endroit où se situait vraisemblablement le camp principal de Simon de Montfort

## Conséquence
Une des choses que Simon de Montfort n’acceptait pas était le manquement à la parole donnée. Raimond de Termes paye cher d’être revenu sur son engagement de se rendre, et est jeté en prison à Carcassonne. Il y meurt trois ans plus tard. Les sources ne nous informent guère de la présence ou non de sa famille, dont son fils ainé Olivier de Termes.
La chute de Termes, après celle de Minerve, a un énorme retentissement en Occitanie et porta un rude coup à l’esprit de résistance des méridionaux protégeant les cathares : "Lorsque l'on sut partout que Termes était tombé, les châteaux les plus forts furent abandonnés, tout l'Albigeois tomba, sans un seul coup donné!" (Guilhem de Tudèle, La Canso, Chanson de la croisade des Albigeois, début XIIIe siècle). L’obstination de Simon de Montfort devient légendaire, et il gagne une réputation d’invincibilité. Les châteaux de Coustaussa, Albedun, Puivert, abordé par les croisés, se rendent quasiment immédiatement, mais, toutefois, Simon de Montfort évite d'engager son armée contre d'autres forteresses de montagne au sud, difficiles d'accès et loin de ses bases de ravitaillement afin d'éviter un nouveau siège prolongé. Les seigneurs du pays de Sault ou de Fenouillèdes ne sont ainsi pas directement attaqués. Ensuite, Simon se rendit en Albigeois où la ville de Castres refait sa soumission. Dans les alentours de Carcassonne, il ne reste plus que les châteaux de Lastours pour parfaire le contrôle des vicomtés Trencavel, mais Pierre Roger de Cabaret, esseulé les livrera sans coup férir au début de 1211.

### Commémoration

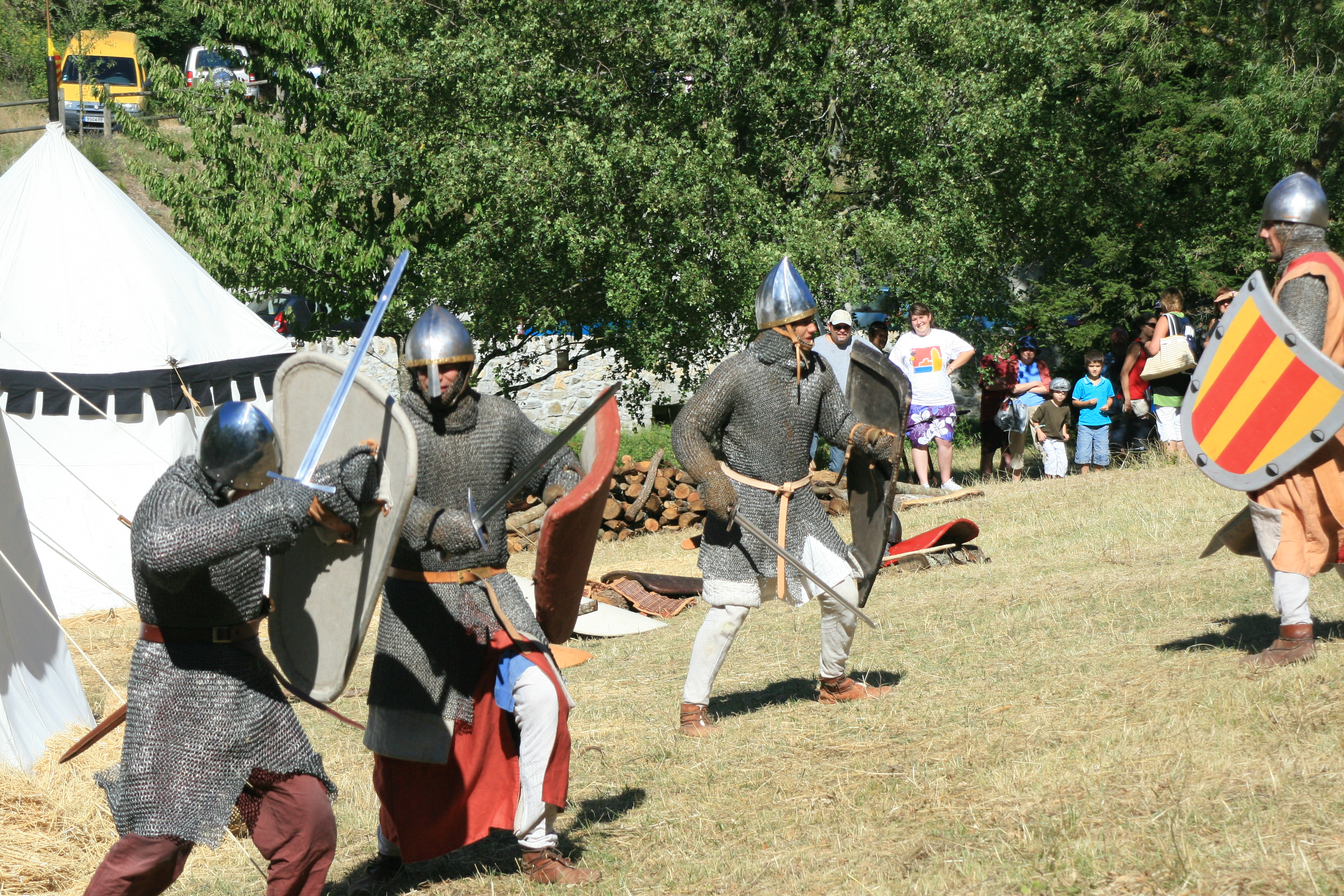
Reconstitution de combats au cours de la commémoration du 6 août 2010.

L'année 2010 marque le huit-centenaire de cet illustre épisode de la Croisade albigeoise. Dans ce cadre, la municipalité de Termes, qui est propriétaire des vestiges du château de Termes, a souhaité développer la qualité de la visite sur le monument. Outre un court-métrage en projection, le bâtiment d'accueil du château abrite désormais une exposition permanente sur cet évènement : "1210, le siège du château de Termes". Bénéficiant du conseil des historiens du Centre d'Études Cathares, et enrichie par les dessins de Lionel Duigou, cette exposition éclaire le passionné comme le profane sur les quatre mois de ce siège, qui, au XIIIe siècle, eut un très large écho à travers l'Europe.
Une manifestation marquant le souvenir du siège s'est déroulée le 6 août 2010. Organisée par la municipalité, l'association de sauvegarde du château de Termes et les bénévoles, cette journée a mêlé des aspects historiques (conférences, visites commentées, ateliers et scènes de combat par l'association de reconstitution historique Historia Méridionalis) à des aspects plus festifs (ludothèque, quatuor musical, marché gourmand...) afin de marquer à l'échelle régionale le souvenir des faits, 800 ans après.